# عادل العظمة
عادل بن عبد العزيز العظمة (1888-1952)، سياسي سوري وأحد مؤسسي الحزب الوطني مع أخيه نبيه العظمة. قضى معظم سنوات الانتداب الفرنسي منفياً في الأردن، وعُيّن سنة 1936 محافظاً على اللاذقية، وأعيد تعيينه عام 1944، وفي عهده الثاني اعتُقِل النائب سلمان المرشد وأُعدم. وفي سنة 1946 سمّي محافظاً على حلب قبل تعيينه وزيراً للداخلية في حكومة الرئيس خالد العظم سنة 1948.

## حياته
ولد عادل العظمة بدمشق، كان والده عبد العزيز العظمة موظفاً رفيعاً في الدولة العثمانية. درس في المدرسة الشاهانية الملكية في إسطنبول وخدم في الجيش العثماني. بايع  الأمير فيصل بن الحسين حاكماً عربياً على سورية سنة 1918 وعند القضاء على حكمه سنة 1920، حُكم على عادل العظمة وأخيه نبيه بالإعدام من قبل سلطات الانتداب الفرنسي. اتجه الأخوان العظمة إلى إمارة شرق الأردن حيث أصبح نبيه قائم مقام على مدينة عمّان، وعمل عادل محامياً. وفي نهاية العشرينيات اتجه نبيه العظمة إلى السعودية للعمل مع  الملك عبد العزيز آل سعود، أمّا عادل فقد فضل البقاء في عمّان حيث نشط في العمل ضد الهجرة اليهودية إلى فلسطين.

### الحرب العالمية الثانية
مع انتخاب هاشم الأتاسي رئيساً للجمهورية صدر عفو عن الأخوين العظمة نهاية العام 1936. عادا إلى دمشق وسمّي نبيه محافظاً على منطقة لواء إسكندرون، وعُيّن عادل محافظاً على اللاذقية ولكنّه هرب منها بعد أشهر من تعيينه خوفاً من الاعتقال أو الإغتيال بعد حادثة اختطاف زميله توفيق شامية، محافظ الجزيرة. عاد إلى دمشق وسمّي أميناً عاماً لوزارة الداخلية. هرب نبيه إلى إسطنبول عشية سقوط الحكم الوطني سنة 1939 وبقي عادل في منصبه لنهاية العام نفسه، عندما صدر قرار بصرفه عن الخدمة من قبل رئيس حكومة المديرين بهيج الخطيب، الذي وجه إليه تهمة التعاطف مع النازية. هرب العظمة إلى مدينة صوفيا، عاصمة بلغاريا، قبل أن يصدر الخطيب أمراً باعتقاله وانتقل بعدها إلى العراق لمساندة ثورة رشيد عالي الكيلاني ضد الإنجليز في آذار 1941.

### العظمة محافظاً ووزيراً
مع انتخاب  شكري القوتلي رئيساً للجمهورية سنة 1943، عاد عادل العظمة إلى دمشق وسمّي مجدداً محافظاً على اللاذقية. شهد انسحاب القوات الفرنسية من الساحل السوري وشارك في عيد الجلاء الأول يوم 17 نيسان 1946. وبعدها بأشهر أشرف بنفسه على الحملة العسكرية التي جاءت من دمشق لاعتقال النائب سلمان المرشد. نُقل بعدها محافظاً على حلب، وفي 16 كانون الأول 1948 عُيّن وزيراً للداخلية في حكومة خالد العظم الثانية. سقطت حكومة العظم إبان الانقلاب العسكري الذي قاده حسني الزعيم يوم 29 آذار 1949 ضد رئيس الجمهورية ورئيس الوزراء. وبعد الانقلاب على الزعيم وإعدامه في 14 آب 1949، عُيّن العظمة وزيراً للدولة في حكومة الرئيس هاشم الأتاسي الثانية والأخيرة.

### المنفى الأخير والوفاة
سعى العظمة مع أخيه لإقامة وحدة بين سورية والعراق، تكون تحت العرش الهاشمي، ما أدى إلى نفيهما مجدداً في أعقاب انقلاب أديب الشيشكلي على حكومة حزب الشعب ورئيسها الدكتور معروف الدواليبي. انتقل عادل العظمة مع أخيه إلى بيروت وفيها توفي سنة 1952. نُقل جثمانه إلى دمشق ولم يتمكن شقيقه من مرافقته إلا إلى حدود المصنع بسبب قرار الاعتقال الصادر بحقه في سورية. سمّي شارع باسمه في العاصمة الأردنية، وفي سنة 1991 جُمعت أوراقه في كتاب الرعيل العربي الأول: أوراق نبيه وعادل العظمة، قدّمت له وحققته الباحثة الفلسطينية الدكتورة خيرية قاسمية بإشراف الباحث والبروفيسور عزيز العظمة.

## وفاته
توفي منفياً في بيروت، ونقل جثمانه إلى دمشق وودعه على الحدود شقيقه الكبير المجاهد نبيه العظمة، لأنهما كان محظوراً عليهما دخول دمشق

## رثاءه
رثاه بدوي الجبل بقصيدة قال فيها:
لا تسلها، فلن تجيب الطلول ... المغاوير مثخن أو قتيل
لذي شردته عنك المعالي ... آب وهو المكفن المحمول
ثخن بالجراح يهفو إلى الأم ... فزين الترحيب والتأهيل
ضنت الشام بالوفاء علينا ... طلعة سمحة وود بخيل